# Яблонка (Княгининский район)
Яблонка — упразднённая деревня в Княгининском районе Нижегородской области России.

## География
Урочище находится на юго-востоке центральной части Нижегородской области, к западу от автодороги 22К-0162, на расстоянии приблизительно 6 километров (по прямой) к юго-юго-востоку (SSE) от Княгинина, административного центра района.

## История
В «Списке населенных мест Нижегородской губернии по сведениям 1859 года», населённый пункт упомянут как владельческая деревня Яблонная (Яблонка) Княгининского уезда (1-го стана), при речке Конной и овраге Пороздинском, расположенная в 10,5 верстах от уездного города Княгинина.
В административном отношении в 1911 году деревня входила в состав Потаповской волости.

## Население
Согласно «Списку населенных мест Нижегородской губернии по сведениям 1859 года» в деревне насчитывался 21 двор и проживал 151 человек (80 мужчин и 71 женщина). В 1911 году в Яблонной числилось 58 дворов.
В 1916 году население составляло 355 человек.
По данным на 1989 год постоянное население в деревне отсутствовало.